# زكي شهاب
زكي شهاب (مواليد 1956) صحفي عربي. مؤسس ورئيس تحرير موقع ArabToday.net، وهو موقع إخباري باللغة العربية.
كان شهاب رئيس مكتب الحياة في لندن - LBC TV حتى أكتوبر 2009. وقد غطى منطقة الشرق الأوسط بمجموعة متنوعة من الأخبار بما في ذلك الجارديان وسي إن إن وبي بي سي. غطى شهاب العديد من النزاعات في الشرق الأوسط، بما يشمل الحرب الأهلية اللبنانية، وحرب لبنان عام 1982، والانتفاضة الأولى، والحروب في اليمن والخليج وأفغانستان.

## حياته
ولد شهاب في صور، بجنوب لبنان في 29 ديسمبر 1956. ونشأ في مخيم برج الشمالي الخاص باللاجئين الفلسطينيين. انتقل إلى لندن في الثمانينات.

## عمله كصحفي
في عام 1985، انتقل شهاب إلى لندن للعمل في الصحف والمجلات العربية التي تتخذ من لندن مقراً لها. انضم في النهاية إلى الحياة حيث أصبح محرراً سياسياً.  

في أواخر الثمانينيات، غطى الحرب بين إيران والعراق، والصراع الإسرائيلي الفلسطيني المستمر في الضفة الغربية وغزة، والحرب الأهلية في اليمن عام 1994، والحرب الأهلية الصومالية، والحرب الإريترية-الإثيوبية، والحرب الأهلية الجزائرية.  

وبعد هجمات 11 سبتمبر 2001، انتقل شهاب إلى التلفزيون، حيث قام بتحليل الأحداث في باكستان وأفغانستان والصراع العربي الإسرائيلي لصالح شبكة CNN و BBC والقناة 4 وغيرها. [بحاجة لمصدر] أصبح محرراً كبيراً في LBC (هيئة الإذاعة اللبنانية) ومقرها لندن، مع الحفاظ على مركزه في الحياة. [بحاجة لمصدر]  عمل شهاب كمراسل خلال الحرب في أفغانستان. وفي عام 2003، قضى عدة أشهر في العراق خلال الحرب وما أعقبها، حيث كان يقدم تقارير من مدن عراقية بعد أن صارت تقع على عاتق القوات الأمريكية والبريطانية. في 30 يونيو 2003، ومن خلال قناة LBC TV، أصبح أول صحفي في العالم يبث مقابلات مع أعضاء المقاومة العراقية.
وهو مؤلف كتاب "إضرام النار في العراق: داخل التمرد" (عام 2005) وكتاب "داخل حماس: القصة غير المحكية للحركة الإسلامية المسلحة (عام 2007) والذي نشره كل من آي بي توريس في لندن و Nation Books في نيويورك.
ظهر شهاب في برنامج The Daily Show مع جون ستيوارت في 21 مايو 2007.

## مؤلفات
- شهاب (2005) داخل المقاومة: التمرد العراقي ومستقبل الشرق الأوسط - كتب الأمة
- شهاب (2007) داخل حماس: القصة غير المحكية للحركة الإسلامية المسلحة - كتب الأمة